# محمد غني حكمت
مُحمد غَني حِكمت (المُلقب بِشَيخ النَحاتين) (1929-2011)، نَحات عِراقي لهُ مَجموعة نُصب وتَماثيل تُعَد مِن أبرز مَعالِم العاصِمة بَغداد. حِكمت مَعروف أيضًا كعضو مُبكر في المَجموعات الفِنية العِراقية الأولى مِن القرن العشرين، بما في ذلك مَجموعة الرواد ومَجموعة بَغداد للفن الحَديث، مَجموعَات ساعَدت على سَد الفَجوة بَين التَقاليد والفَن الحَديث. كما كان لهُ دور فَعال في استِعادة العَديد من الأعمال الفَنية العِراقية المَفقودة، والتي نُهبت بَعدَ غزو 2003.

## حَياتُه
ولد مُحمد غَني حِكمت عام 1929 في حي الكاظمية ببغداد. بدأ في قولبة الأشياء من الطين الذي وَجده في مُحيطه في سن الرابعة فََقط، وسرعان ما تم ملاحظة موهبته. لم يكن أحد من أفراد عائلته قد مارس فن الرسم أو النَحت، وتُعتبر أُسرته من الأُسر المُحافظة حيثُ كان يَنظر البَعض إلى فَن النَحت على أَنه من الأُمور المُحرمة في نظر الشرع. استناداً إلى مقابلة مع النحات محمد غني حكمت ذكرَ فيها أنَّ قد يكون هُناك أثر لِطفولته في سبب اختياره لهذه المِهنة، حيثُ كانَ يَذهب إلى نَهر دجلة وَيعمل من الطين الحر أَشكالاً لحيوانات أو قد تكون الزخارف والمقرنصات والقباب التي كانت تزين الأضرحة في مدينة الكاظمية لها الأثر الخفي في نُزوعه إلى فن النحت.

### الدراسة
درس حكمت النَحت على يَد الفَنان الكَبير جواد سَليم في مَعهد الفنون الجميلة في بَغداد وَتخرّج مِنه عام 1953، ثُمَ بعث إلى روما وَحَصل على دُبلوم النَحت مِن أكاديمية الفنون الجميلة هُناك عام 1955، قضى سَبع سنوات في إيطاليا، وفي عام 1957 حصلَ على دبلوم النَحت من مَعهد زاكا في روما، وَبعدها تَوجه إلى فلورنسا وَحصل فيها على شِهادة الاختصاص في صَب البرونز عام 1961. أثناء وجوده في روما، قام بنحت الأبواب الخشبية لكنيسة تيستا دي ليبرا، ليصبح أول نَحات مُسلم ينتُج أعمالًا للكنيسة الكاثوليكية.
عِند عَودته إلى بَغداد عام 1961، وجد المَدينة قَد شهدت تغيرًا جوهريًا. وكان الملك قد أطيح به وقتل في انقلاب عسكري في يوليو 1958، وتبع ذلك عِدة انقلابات بلغت ذروتها في صَعود حزب البعث عام 1968. واصل حكمت العَمل، وقام بالتدريس في مَعهد الفنون الجميلة وقسم الهندسة المعمارية في جامعة بغداد.

### النَشاط
كان حِكمت نشطًا جدًا في مُجتمع الفنون العراقي، مِن خِلال مُشاركته في عدد من المَجموعات الفنية. انضم إلى مَجموعة الرُواد، أول مَجموعة فنية عراقية، شكلها الرسام العراقي فائق حسن في الثلاثينيات. جماعة بغداد للفن الحديث عام 1953 ومجموعة الزاوية عام 1967. حاولت هذه المَجموعات دَمج الظواهر المحلية في أعمالها الفنية بعدة طرق. رفضت مَجموعة الرواد الجو الاصطِناعي لاستوديو الفنان وشجعت الفنانين على الانخراط في المَشهد المحلي والحياة العراقية التقليدية. بَينما أرادت مجموعة بغداد للفن الحديث ربط الفن الحديث بالفن التقليدي للقرن الثالث عشر. وكانت الفلسفة الكامنة وراء المجموعات الفنية العراقية المبكرة هي الرغبة في ربط تقاليد الفن العراقي القديم بالاتجاهات الدولية بطريقة ساهمت في تكوين لغة بصرية عراقية وطنية حقيقية. تبنى حِكمت هذه الفَلسفة من خلال تضمين التفاصيل المِعمارية الآشورية والبابلية والزخرفة عربية والخط العربي في مَنحوتاته. وبذلك، ساعد الفنانون، مثل حِكمت، في توليف التراث والحداثة وإعادة تأكيد الشُعور بالهوية الوطنية.

### البِداية

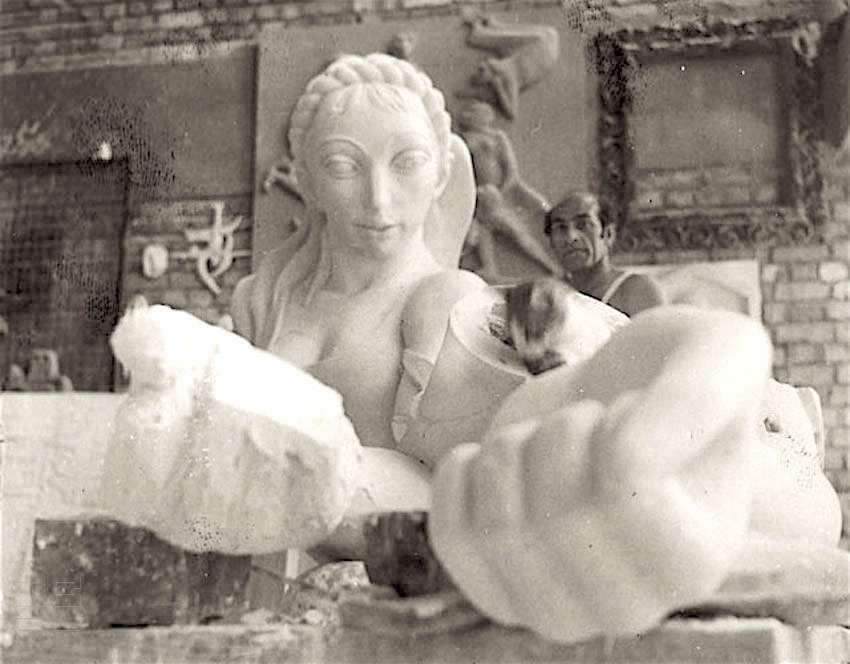
مُحمد غَني حِكمت خَلال العَمل على نَحت نُصب كهرمانة، بَغداد، 1969.

بين عامي 1959 و 1961، عمل حِكمت كمُساعد لصَديقه النَحات جواد سليم في مَشروع نَصب الحُرية في ساحة التحرير ببغداد. كان دور حِكمت يَقتَضي بصب الأشكال البرونزية للنَصب التِذكاري. بعد وفاة سليم المبكرة في عام 1961، تولى حِكمت مَسؤولية استكمال المَشروع. يتكون النَصب التذكاري من 14 مسبوكة من البرونز، تمثل 25 شخصية على لوح من الحجر الجيري، ترتفع 6 أمتار عن الأرض. ويقدم سردا لثورة 1958 في العِراق مع إشارات إلى التاريخ العِراقي باستخدام النقوش الآشورية والبابلية. ظهر النَصب على الورقة النقدية فئة 10.000 دينار للعام 2013-2015.
مُنذُ عام 1969 عندما تمت الإطاحة بالنظام الملكي وتحول العراق إلى جمهورية، نفذ حِكمت عددًا من المَعالم العامة البارِزة التي تنتشر الآن في جَميع أنحاء العاصِمة بَغداد. استلهمت العَديد من الَمنحوتات المُبكرة لحِكمت من الفولكلور العراقي، وخاصة شخصيات ألف ليلة وليلة. كانت أعماله الأولى تصويرية وتضمنت تماثيل البحار، سندباد؛ شاعر العرب، المتنبي؛ الخليفة العباسي الأول، أبو جعفر المنصور؛ حمورابي؛ وجلجامش. مع نُضجه، أصبحت أعماله مًجَرَدة بشكل متزايد، لكنه لم يغفل أبدًا عن الحاجة إلى الرجوع إلى تقاليد الفن العراقي القديم من خلال استخدام الخط العربي والزخرفة العربية والميزات المِعمارية السومرية.
خلال الثمانينيات، أنجز إحدى بوابات مُنظمة اليونيسيف في باريس، فضلاً عن إنجازه جدارية الثَورة العَربية الكُبرى في عَمان وَأعمال مختلفة وَمتنوعة لَه في البحرين تَتضمن خمسة أبواب لِمسجد قديم وَتماثيل كبيرة وَنوافير.

### حِكمت راعِي الفُنون
أثناء حرب 2003، وإسقاط حِكومة البَعث، غادر حِكمت بَغداد متوجهاً إلى عمان في الأردن، حيث واصل العمل. بعد عدة سنوات، بعد عودته إلى بغداد، وَجَدَ مُتحف بَغداد للفن الحديث في حالة خراب. وتم نهب حوالي 8500 لوحة ومنحوتة. بالإضافة إلى ذلك، تمت سرقة حوالي 150 عملاً فنيًا من الاستوديو الخاص بحِكمت. وتعرضت المَعالم العامة مثل الملكة شهرزاد، الواقعة على ضفاف نهر دجلة، للتخريب الشديد. وأصرت قوات الاحتلال على العودة الطوعية للأعمال الفنية المَسروقة، الأمر الذي أدى إلى إعادة القليل من الأعمال الفنية. اشترت عَدد قليل من المَعارض المُستقلة الأعمال الفنية بهدف إعادتها بُمجرد إنشاء مُتحف وطني مناسب، لكن التقدم في استعادة الأصول الثقافية كان بطيئًا.
في حوالي عام 2007، أنشأ حِكمت لجنة، ضم أعضاؤها العَديد من الفنانين العراقيين المُحترمين، بهدف استعادة الأعمال الفنية المَسروقة. لم يترأس حِكمت اللجنة فَحسب، بل قام بتمويلها شخصيًا أيضًا. استخدم شبكة اتصالاته لتأمين تمويل إضافي وناشد المُواطنين العاديين لإعادة الأعمال الفنية التي كانت مَحفوظة في مجموعات خاصة. بحلول عام 2010، تمت إعادة حوالي 1500 عمل من أهم الأعمال، وكانت لجنة حِكمت مسؤولة بشكل مباشر عن استعادة 150 من الأعمال الأكثر أهمية. بالإضافة إلى ذلك، تمت إعادة تمثال «الأمومة» للنَحات الكبير جواد سليم، الذي سرق من استوديو حِكمت الخاص.
غالبًا ما يتذكر حِكمت في المقابلات الإعلامية كيف شَعر بالتواضع لكرم أفراد الجمهور، الذين اقتربوا منه في شوارع بغداد، راغبين في إعادة الأعمال الفنية التي كانوا في حوزتهم لحِفظها. في إحدى الحالات، عرض شَخص غريب إعادة اثنتين من منحوتات غني الخاصة التي تم شراؤها من السوق السوداء، على أمل إعادتها في يوم من الأيام إلى المتحف.
في عام 2010، كلف أمين بغداد حِكمت باستكمال سلسلة من المعالم الأثرية للمدينة. بدأ الفنان العمل على أربع مَنحوتات جَديدة ستقام في مواقع مختلفة حول بَغداد. ومع ذلك، سيكون هذا هو مَشروعه الأخير، لأن النحات مات قبل اكتماله. أشرف نجل حِكمت على إنجاز المشروع. كانَت هَذه الأعمال الجديدة: «نَصب أشعار بغداد» نافورة تحتوي على خَط برونزي لقصيدة لمصطفى جمال الدين. «نَـصِـب إنـقـاذ الـثَـقـافـة» ختم اسطواني سومري في يد مواطن عراقي. «الفانوس السحري»، نافورة بها مصباح من ألف ليلة وليلة، و«نصب بغداد»، نصب تذكاري للمدينة كفتاة جميلة، جالسة ترتدي الزي العَباسي التقليدي.

## الوَفاة
توفيَ مُحمد غَني حِكمت في عَمان، الأردُن، حَيث كانَ يَتَلقى العِلاج، في 12 سِبتمبر 2011، عن عُمر يُناهِز 82 عامًا. زَوجته غايا الرحال، وله أبن (ياسر) وبنت (هاجر). قُرب نِهاية حَياته، يُمكِن العُثور على عَمل لحكمت في كُل زاوية مِن زَوايا العاصِمة بَغَداد وما حَولها. عُرفَ مُحمد غَني حِكمت في وَطنه بـ «شَيخ النَحاتين». انَتهى العَمل الأخير لمُحمد غَني حِكمت، «نَـصِـب إنـقـاذ الـثَـقـافـة»، في عام 2013 (بعد وفاة النَحات). يُذكر حِكمت اليَوم لَتفانيه في ِخدمة شَعبه وتَصويره الجَميل للحِياة العِراقية.

## أَعماله الفَنية

### تِمثال المتنبي
الوصف: تِمثال نُحاسي لشاعِر العَرب أبو الطيّب المُتنبّي، يَستَند التِمثال على قاعِدة نُحاسية مُصَمَمة عَلى شَكل ديوان شعري.
المادة: برونز
الأبعاد: 13.5 متر (أرتفاع)
التاريخ: 1977
الموقع: شارع المتنبي، بغداد.

### نصبشهرزادوشهريار
الوصف: زَوجان مِن التَماثيل تُصَور شَخصيات من ألف ليلة وليلة. شهرزاد، الابنة الجميلة للوزير المَلكي الذي تطوعت للزواج من المَلك شهريار القاتل، الذي كان يأخذ عروسًا مُختلفة إلى الفِراش كل ليلة، ويُعدمها قبلَ الفجر التالي. ابتكرت شهرزاد خطة بارعة لدرء إعدامها. في كل ليلة كانت تحكي قصة أسرت الملك، ولا تكشف ذروة القصة حتى الفجر، مِما أدى إلى تأخير إعدامها. من خلال أفعالها، وبعد 1001 ليلة، تمكنت من تَحويل المَلك إلى روح أكثر رقة. ويظهر تمثال حِكمت وهي تروي قصة للملك المتكئ.
المادة: برونز
الأبعاد: 4.25 متر
التاريخ: 1971
الموقع: شارع أبو نؤاس، بغداد.

### كهرمانة
الوصف: نافورة، تُصَور شَخصية من قصة علي بابا والأربعون لص، الفتاة الخادِمة، مرجانا، التي أقنعت اللصوص، الذين جاءوا لمُهاجمة سَيدها، بالاختباء في أوعية التَخزين. ثم صَبت الزيت المغلي في البرطمانات وقَتَلتهُم.
المادة: برونز
الأبعاد: 3.3 متر
التاريخ: 1971
الموقع: شارع سعدون، بغداد.

### نصب إنقاذ الثقافة

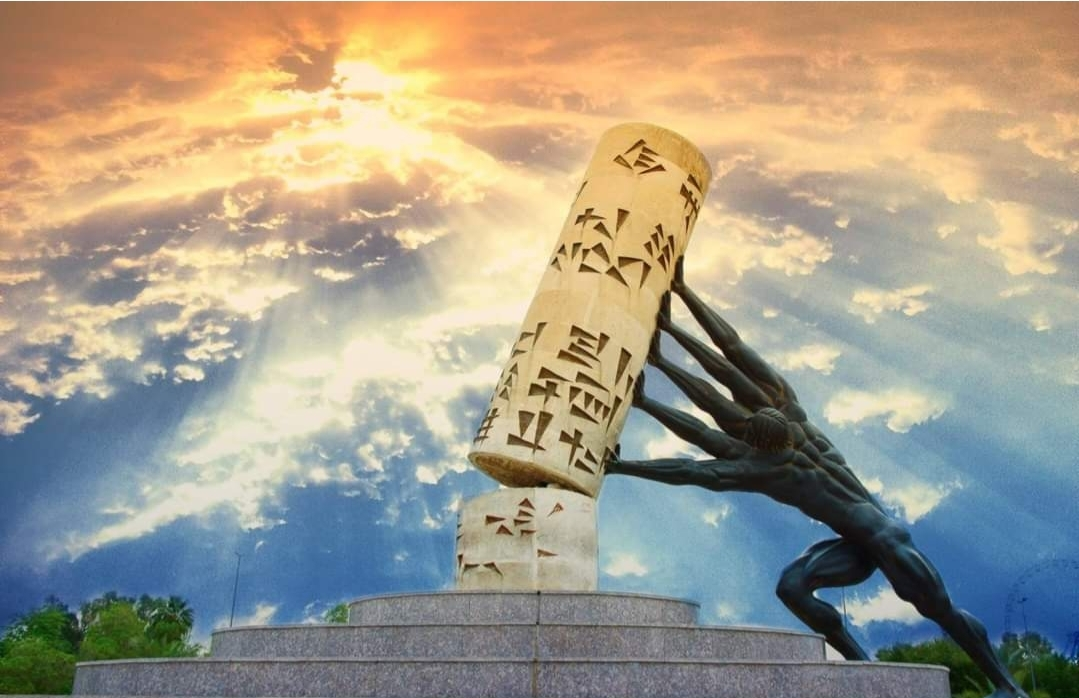
نصب انقاذ الثقافة العراقية

الوصف: عِبارة عَن عَمود أسطواني مِنَ الحَجر مَكسور وآيل إلى السُقوط يُمثل الثَقافة العِراقية، وهناك جذع مُتعدد الأيدي مُحيطة به تعبيراً عن مُحاولتها دَعمه كي لا يَسقط (كُتبت عليه رموز وكتابة بالخَط المسماري تُتَرجَم للعَرَبية: «مِن هُنا بَدأت الكِتابة». تم عرض النصب على شعار Google احتَفلًا بالذِكرى ال87 لِميلاد محمد غني حِكمت في عام 2016.
المادة: برونز
الأبعاد: 10 أمتار (أرتفاع)
التاريخ: تم افتتاحه عام 2013
الموقع: منطقة المنصور، بغداد.

### نَصب بغداد
الوصف: عَمود طَويل تَجلس فَوقه امرأة ترتدي الزي العباسي. العَمود مَنقوش بحروف عربية، مأخوذ من قصيدة شهيرة للشاعر مُصطفى جَمال الدِين. يَهدف التِمثال إلى تَمجيد المَدينة وتُراثها القَديم. أبيات من القَصيدة:
المادة: برونز
الأبعاد: 13.5 متر (أرتفاع)
التاريخ: تم افتتاحه عام 2013
الموقع: ساحة الأندلس، بغداد.

### نصب أشعار بغداد
الوصف: عِبارة عَن نافورة ذات شَكل بَيضوي، مُكَونه مِن كَلمات وخُروف عَربية مَأخوذة من قَصيدة للشاعِر مُصطفى جَمال الدِين، تم ضَغطُها معًا لتُكَون الشَكل النِهائي. العَمل مِثال غَير عادي للنحت المُستوحى مِنَ الحَركة الحُروفية.
المادة: برونز
الأبعاد: 3 متر زائد قاعدة 2 متر (الإجمالي = 5 متر)
التاريخ: تم افتتاحه عام 2013
الموقع: بغداد، حي الكرخ، ساحة الدلال، بالقرب من مقهى البيروتي.

### قائمة التماثيل العامة والخاصة البارزة[36]
- باب خشبي منحوت، نحت على الخشب، 1964.[37]

- تمثال علي بابا والأربعين حراميًا، نحت جداري في كلية بغداد للفنون التشكيلية، 1969.[38]

- الصياد والجني، نافورة برونزية 10 م (ارتفاع)، 1982، المنطقة الخضراء، بغداد.

- نحت رخامي في مدينة الطب، بغداد السبعينيات.[39]

- نَصب الثورة العربية الكبرى، جدارية في عمان، أوائل العقد الأول من القرن الحادي والعشرين.[40]

- بساط الريح، سجادة واحدة موضوعة على جانب مَبنى في شارع أبو نؤاس والأخرى في مطار بغداد الدولي، التاريخ غير معروف.[41]

- الفانوس السحري. يقع قرب المسرح الوطني في بغداد، وتم افتتاحه عام 2011.[42]
- قوس النصر، 1989؛ نصب لخالد الرحال أكمله محمد غني حكمت بَعد وَفات الأخير، بَغداد.[43]
- نَصب الحرية، 1961، نصب لجواد سليم أكمله محمد غني حكمت بَعد وَفات الأخير، بَغداد.[13]

## الأسلوب
- تظهر في تجربة النحات محمد غني حكمت سمات أسلوبية ناتجة عن تأثره «بالنحت السومري والأختام الأسطوانية السومرية بما تتركه من تعاقب الأشكال المستطيلة المستدقة في الطين الذي تطبع فيه وهو أمر ظاهر في العديد من أشكاله»، وَلدى محمد غني نبرة تعبيرية تذكر الناظر إليها بالنحت الآشوري أو البابلي أو الأكدي، ومنذُ منتصف الستينيات تحول محمد غني في نحته إلى فن العمارة الزخرفية ثم أعتمد على نظام تكراري يتشكل بوحدة نظامية أساسها الحرف العربي واتجه كُلياً إلى نماذج وتشكيلات وتكوينات جاءت نتيجة متابعة تجريدية لأشكال تشخيصية سبق أن عالجه.
- عبرَ مُحمد غني حكمت عن نفسه في مُقدمة كتابه عام 1994 قائِلاً:

«من المحتمل أن أكون نُسخة أخرى لروح نَحات سومري، أو بابلي، أو آشوري، أو عباسي، كان يُحب بلده»

### المَعارض الفنية
- معارض شخصية للنحت في روما، سان ريمو، بيروت، لندن وبغداد منذ عام 1958.
- معارض مشتركة متجوّلة خارج العراق منذ 1951
- المعارض التي أُقيمت لجمعية التشكيليين ونقابة الفنانين داخل وخارج العراق.

## ميراث

احتِفال جوجل بذكرى ميلاد محمد حكمت

في 20 أبريل 2016 احتَفل مُحرك البَحث جوجل بالذِكرى ال87 لِميلاد محمد غني حِكمت.

## المَراجع
1. 1 2 3  Dawood, M., "Mohamed Ghani Hikmat Brings Life Back to the Squares of Baghdad Months after the Departure of the "Sheikh of the Sculptors," Alrai Media, January, 2012, Online: (translated from Arabic) نسخة محفوظة 2018-09-07 على موقع واي باك مشين.
2. ↑  محمد غني حكمت من أشهر النحاتين العراقيين ولد في الكاظمية. نسخة محفوظة 23 أبريل 2016 على موقع واي باك مشين.
3. ↑  Schmidt, M.S., "Mohammed Ghani Hikmat, Iraqi Sculptor, Dies at 82," [Obituary], New York Times, 21 September 2011, Online:https://www.nytimes.com/2011/09/21/arts/design/mohammed-ghani-hikmat-iraqi-sculptor-dies-at-82.html نسخة محفوظة 2022-04-03 على موقع واي باك مشين.
4. 1 2  "من هو محمد غني حكمت واعماله". مؤرشف من الأصل في 2019-04-09.
5. 1 2  Schmidt، Michael S. (21 سبتمبر 2011). "Mohammed Ghani Hikmat, Iraqi Sculptor, Dies at 82". نيويورك تايمز. مؤرشف من الأصل في 2022-04-03. اطلع عليه بتاريخ 2011-09-28.
6. 1 2  Floyd, T. R., "Hikmet, Mohammed Ghani (1929–2011)" in: Routledge Encyclopedia of Modern Art, Routledge, 2016, DOI: 10.4324/9781135000356-REM830-1
7. ↑  رابطة المرأة العراقية/سيرة حياة النحات العراقي محمد غني حكمت. نسخة محفوظة 27 مايو 2016 على موقع واي باك مشين.
8. ↑  Jairath. S., "Baghdad will Remain Baghdad" Mohammed Ghani and his Tales of One Thousand and One Nights", Meanjin Vol 74, Issue 3, 2015
9. ↑  Bahrani, Z. and Shabout, N.M., Modernism and Iraq, New York, Columbia University in the City of New York, 2009, p. 94
10. ↑  Sabrah,S.A. and Ali, M.," Iraqi Artwork Red List: A Partial List of the Artworks Missing from the National Museum of Modern Art, Baghdad, Iraq, 2010, pp 7-9
11. ↑  Al-Khalil, S. and Makiya, K., The Monument: Art, Vulgarity, and Responsibility in Iraq, University of California Press, 1991, p. 75
12. ↑  Shabout, N., "Jewad Selim: On Abstraction and Symbolism," in Mathaf Encyclopedia of Modern Art and the Arab World, Online; Dabrowska, K. and Hann, G., Iraq: The Ancient Sites and Iraqi Kurdistan, Bradt Travel Guides, 2015, p. 30 نسخة محفوظة 2021-04-13 على موقع واي باك مشين.
13. 1 2  Greenberg, N., "Political Modernism, Jabrā, and the Baghdad Modern Art Group," CLCWeb: Comparative Literature and Culture, Vol. 12, No. 2, 2010, Online: https://docs.lib.purdue.edu/cgi/viewcontent.cgi?article=1603&context=clcweb, DOI: 10.7771/1481-4374.160; Floyd, T., "Mohammed Ghani Hikmat," [Biographical Notes] in: Mathaf Encyclopedia of Modern Art and the Islamic World, Online: http://www.encyclopedia.mathaf.org.qa/en/bios/Pages/Mohammed-Ghani-Hikmat.aspx نسخة محفوظة 2022-03-30 على موقع واي باك مشين.
14. ↑  Dabrowska, K. and Hann, G., Iraq Then and Now: A Guide to the Country and Its People, Bradt Travel Guides, 2008, p. 215; Kohl, P.L., Kozelsky, M. and Ben-Yehud, N., Selective Remembrances: Archaeology in the Construction, Commemoration, and Consecration of National Pasts, University of Chicago Press, 2008, p.200
15. ↑  Coinweeek, 24 June 2017, Online: https://coinweek.com/paper-money-2/iraqi-10000-dinar-note-mosque-destroyed-isis/ نسخة محفوظة 2018-08-13 على موقع واي باك مشين.
16. 1 2 3  "Mohammed Ghani Hikmat's 87th birthday". 20 أبريل 2016. مؤرشف من الأصل في 2021-12-14. اطلع عليه بتاريخ 2016-09-28.
17. ↑  Al-Khalil, S. and Makiya, K., The Monument: Art, Vulgarity, and Responsibility in Iraq, University of California Press, 1991, p. 72
18. ↑  Al-Khalil, S. and Makiya, K., The Monument: Art, Vulgarity, and Responsibility in Iraq, University of California Press, 1991, pp 73-75
19. ↑  "As the Municipality of Baghdad Opens the Monument of the Magic Lantern of the Artist Mohamed Ghani Hikmat",Akhbaar Organisation, 26 December 2011 Online: (translated from Arabic) نسخة محفوظة 2018-09-08 على موقع واي باك مشين.
20. 1 2  McGhee, A., "Young Journalists in an Industry Under Siege," Meanjin Papers, Vol. 74, No. 3, pp 17-28
21. ↑  Sabrah,S.A. and Ali, M.," Iraqi Artwork Red List: A Partial List of the Artworks Missing from the National Museum of Modern Art, Baghdad, Iraq, 2010, pp 4-5; Schmidt, M.S., "Mohammed Ghani Hikmat, Iraqi Sculptor, Dies at 82," [Obituary], New York Times, 21 September 2011, Online:https://www.nytimes.com/2011/09/21/arts/design/mohammed-ghani-hikmat-iraqi-sculptor-dies-at-82.html نسخة محفوظة 2022-04-03 على موقع واي باك مشين.
22. 1 2  King, E.A. and Levin, G., Ethics and the Visual Arts, Skyhorse Publishing, 2010, p. 109
23. ↑  Shabout, N., "The Preservation of Iraq's Modern Heritage in the Aftermath of the US Invasion of 2003," in: Elaine A. King and Gail Levin (eds), Ethics And the Visual Arts, New York, Allworth, 2006, pp 105 -120; Sabrah, S.A. and Ali, M.," Iraqi Artwork Red List: A Partial List of the Artworks Missing from the National Museum of Modern Art, Baghdad, Iraq, 2010, pp 4-5
24. 1 2  Floyd, T., "Mohammed Ghani Hikmat," [Biographical Notes], Mathaf Encyclopedia of Modern Art and the Arab World, Online: نسخة محفوظة 2021-04-22 على موقع واي باك مشين.
25. ↑  Arraf, J., "Renowned Iraqi sculptor has vision for Baghdad to 'flower again'," CS Monitor, 16 February 2011; Online: نسخة محفوظة 2018-07-05 على موقع واي باك مشين.
26. ↑  Baram, A., Culture, History and Ideology in the Formation of Ba'thist Iraq,1968-89, Springer, 1991, p. 77
27. ↑  Claassens, L.J.M., Claiming Her Dignity: Female Resistance in the Old Testament, Liturgical Press, 2016, p. 137
28. ↑  Goode, E., "Visiting Scheherazade in Baghdad," New York Times, 27 August 2008 Online: نسخة محفوظة 2019-09-30 على موقع واي باك مشين.
29. ↑  Al-Khalil, S. and Makiya, K., The Monument: Art, Vulgarity, and Responsibility in Iraq, University of California Press, 1991, p. 74
30. ↑  By Shadid, A, Night Draws Near: Iraq's People in the Shadow of America's War, Henry Holt and Company, 2006, [E-book edition], n.p.
31. ↑  Al-Khalil, S. and Makiya, K., The Monument: Art, Vulgarity, and Responsibility in Iraq, University of California Press, 1991, p. 74 and p.42; Shabout, N., "Jewad Selim: On Abstraction and Symbolism," in Mathaf Encyclopedia of Modern Art and the Arab World, Online نسخة محفوظة 2021-04-13 على موقع واي باك مشين.
32. ↑  Mohammed, S.R., "The Return of Scheherazade, or the Rise of the Iraqi Novel after 2003," [Puterbaugh Essay Series], World Literature Today, March, 2018, Online: نسخة محفوظة 2022-01-07 على موقع واي باك مشين.
33. ↑  Google, "Muhammed Ghani," Online: نسخة محفوظة 2021-12-14 على موقع واي باك مشين.
34. ↑  "Official Inauguration (pictured)of Three Sculptures in Iraq Baghdad," Alsamuria News, 13 February 2013 Online: نسخة محفوظة 2018-09-07 على موقع واي باك مشين.
35. 1 2  "Official Inauguration of Three Sculptures in Iraq Baghdad," Alsamuria News, 13 February 2013 Online: نسخة محفوظة 2018-09-07 على موقع واي باك مشين.
36. ↑  Al-Khalil, S. and Makiya, K., The Monument: Art, Vulgarity, and Responsibility in Iraq, University of California Press, 1991, p. ix
37. ↑  Al-Khalil, S. and Makiya, K., The Monument: Art, Vulgarity, and Responsibility in Iraq, University of California Press, 1991, p. 96
38. ↑  Bahrani, Z. and Shabout, N.M., Modernism and Iraq, Miriam and Ira D. Wallach Art Gallery, Columbia University, New York, 2009, p.94; Amin, T., "Baghdad Mayoralty to launch 4 sculptures by Mohammed Ghani Hikmat," Iraqi News, 16 November 2011, Online: نسخة محفوظة 2018-08-28 على موقع واي باك مشين.
39. ↑  Baram, A., "Culture in the Service of Wataniyya: The Treatment of Mesopotamian Art," Asian and African Studies, Vol. 17, Nos. 1-3, 1983, p. 302, Online: نسخة محفوظة 29 يونيو 2018 على موقع واي باك مشين.
40. ↑  al-Sarai, H., "Mohammed Ghani Hikmat: The Sculptor of Baghdad," Alakhbar [English edition], 15 September 15, 2011 Online: نسخة محفوظة 2018-06-29 على موقع واي باك مشين.
41. ↑  Jaireth, S., "Baghdad will remain Baghdad: Mohammed Ghani Hikmat and his Tales of the Thousand and One Nights," Occasional Paper, Online:
42. ↑  Jaireth, S., "Baghdad will remain Baghdad: Mohammed Ghani Hikmat and his Tales of the Thousand and One Nights," Occasional Paper, Online: نسخة محفوظة 8 أبريل 2022 على موقع واي باك مشين.
43. ↑  Al-Khalil, S. and Makiya, K., The Monument: Art, Vulgarity, and Responsibility in Iraq, University of California Press, 1991, p.1, p. 50 and p. 74

## رَوابط خارِجية
- النحات العراقي محمد غني حكمت مع الإعلامي حيدر المحرابي في برنامج فوانيس على موقع يوتيوب.
- النحات محمد غني حكمت يتحدث عن سرقة تمثال الكرخية والقوات الأمريكية تتفرج على الجريمة على موقع يوتيوب.